# Percolomonadida
Percolomonadida es un orden protista con un género: Percolomonas. Son zooflagelados marinos que presentan 2, 3 o hasta 4 flagelos y un surco citostómico ventral longitudinal. Se ha observado la formación del estadio de quiste, pero no el ameboide. Pueden ser halófilos, en entornos de alta salinidad.
Pertenece al filo Percolozoa y es un grupo hermano de los pseudociliados.
En 2021 se describieron cinco nuevas especies y tres nuevos géneros.